# Municipio metropolitano de Bolton
Asentamiento principal: Bolton
El Municipio Metropolitano de Bolton es un municipio metropolitano del Gran Mánchester, en Inglaterra. Debe su nombre a su mayor ciudad (Bolton), pero abarca una gran área que engloba seis ciudades menores y cierto número de pueblos alrededor del West Pennine Moors.

## Creación
El municipio metropolitano se creó el 1 de abril de 1974, por la fusión del Municipio Condal de Bolton y los siguientes distritos del condado administrativo de Lancashire:
- la localidad municipal de Farnworth
- el distrito urbano de Horwich
- el distrito urbano de Westhoughton
- el distrito urbano de Blackrod
- el distrito urbano de Kearsley
- el distrito urbano de Little Lever

- la parte meridional del Distrito Urbano de Turton, específicamente los pueblos de Bradshaw, Bromley Cross, Dunscar, Egerton y Harwood. Esta zona es conocida hoy en día como South Turton (Turton del Sur).

## Parroquias
Horwich, Westhoughton y Blackrod se constituyen ahora como parroquias civiles. Las parroquias de Horwich y Westhoughton tienen el estatus de ayuntamientos. El resto del municipio metropolitano, Bolton, Farnworth, Kearsley, Little Lever y South Turton, han permanecido como área sin parroquias desde 1974.

## Demografía
Según las estimaciones de 2005, entre los 262.600 habitantes del Municipio Metropolitano de Bolton se hallan las siguientes etnias:
- 88.0% Blancos
  - 85.9% Blancos británicos
  - 1.2% Otros blancos
  - 0.8% Blancos irlandeses

- 9.3% Sudasiáticos
  - 5.9% Indios
  - 2.7% Pakistaníes
  - 0.5% Otros sudasiáticos
  - 0.2% Bangladeshes

- 1.2% Razas mixtas
  - 0.5% Blanco y asiático
  - 0.4% Blanco y negro del Caribe
  - 0.2% Blanco y negro africano
  - 0.2% Otras mezclas

- 1.0% Negros
  - 0.6% Negros africanos
  - 0.4% Negros del Caribe
  - 0.1% Otros negros

- 0.6% Otros
  - 0.3% Chinos
  - 0.3% Otros

### Cambios de población
La tabla siguiente detalla los cambios de población desde 1801, incluyendo el cambio de porcentaje desde los datos del último censo disponible. Aunque el Municipio Metropolitano de Bolton solo existe desde 1974, las cifras se han generado combinando datos de las ciudades, pueblos y parroquias civiles que más tarde constituirían el municipio.
| Crecimiento de población en Bolton desde 1801 | Crecimiento de población en Bolton desde 1801 | Crecimiento de población en Bolton desde 1801 | Crecimiento de población en Bolton desde 1801 | Crecimiento de población en Bolton desde 1801 | Crecimiento de población en Bolton desde 1801 | Crecimiento de población en Bolton desde 1801 | Crecimiento de población en Bolton desde 1801 | Crecimiento de población en Bolton desde 1801 | Crecimiento de población en Bolton desde 1801 | Crecimiento de población en Bolton desde 1801 |
| Año                                           | Población                                     | Cambio en %                                   |                                               | Año                                           | Población                                     | Cambio en %                                   |                                               | Año                                           | Población                                     | Cambio en %                                   |
| --------------------------------------------- | --------------------------------------------- | --------------------------------------------- | --------------------------------------------- | --------------------------------------------- | --------------------------------------------- | --------------------------------------------- | --------------------------------------------- | --------------------------------------------- | --------------------------------------------- | --------------------------------------------- |
| 1801                                          | 37.417                                        | –                                             |                                               | 1871                                          | 158.917                                       | +20.0                                         |                                               | 1941                                          | 256.207                                       | −1.9                                          |
| 1811                                          | 48.996                                        | +30.9                                         | 1881                                          | 185.397                                       | +16.7                                         | 1951                                          | 251.388                                       | −1.9                                          |                                               |                                               |
| 1821                                          | 60.319                                        | +23.1                                         | 1891                                          | 216.792                                       | +16.9                                         | 1961                                          | 255.627                                       | +1.7                                          |                                               |                                               |
| 1831                                          | 75.787                                        | +25.6                                         | 1901                                          | 240.014                                       | +10.7                                         | 1971                                          | 259.993                                       | +1.7                                          |                                               |                                               |
| 1841                                          | 89.507                                        | +18.1                                         | 1911                                          | 265.733                                       | +10.7                                         | 1981                                          | 260.229                                       | +0.1                                          |                                               |                                               |
| 1851                                          | 105.957                                       | +18.4                                         | 1921                                          | 263.413                                       | −0.9                                          | 1991                                          | 262.880                                       | +1.0                                          |                                               |                                               |
| 1861                                          | 132.437                                       | +25.0                                         | 1931                                          | 261.119                                       | −0.9                                          | 2001                                          | 261.035                                       | −0.7                                          |                                               |                                               |
| Source: Vision of Britain                     |                                               |                                               |                                               |                                               |                                               |                                               |                                               |                                               |                                               |                                               |

## Educación
En 2007, Bolton se clasificó en 69.ª posición de las 149 Autoridades Locales de Educación, y la 6ª entre las 10 del Gran Mánchester, por su realización de la valoración del Currículum Nacional. Midiendo por el porcentaje de alumnos que alcanzan al menos 5 grados A*–C en GCSE incluyendo matemáticas e inglés, el LEA de Bolton fue el 111.º de los 149: 40,1% de los alumnos lograron este objetivo, contra una media nacional de 46,7%. La ausencia inautorizada de las escuelas secundarias de Bolton en el año académico 2006/2007 fue del 1,4%, similar a la media nacional, y la ausencia autorizada fue del 6,0% frente a la media nacional del 6,4%. En el nivel GCSE, la Escuela de Bolton (División Femenina) fue la de mayor éxito de las 21 escuelas secundarias de Bolton, con el 99% de alumnos que alcanzaron al menos grados 5 A*–C, incluyendo matemáticas e inglés.
La Universidad de Bolton es una de las cuatro universidades del Gran Mánchester. En 2008, la Times Good University Guide la clasificó en el puesto 111.º de las 113 instituciones en Gran Bretaña. Hay 4.440 estudiantes (83% universitarios, 17% de posgrado); el 2,6% provienen de fuera de Gran Bretaña. En 2007 había 8,8 solicitudes para cada plaza, y la satisfacción estudiantil registrada fue del 74,4%. Es una de las universidades más modernas de Gran Bretaña, habiendo recibido este estatus en 2005.

### Realización del Examen GCSE 2007
| Escuela                                                                   | A*-C Tasa de Aprobados |  | Escuela                                                                   | Puntuación |
| ------------------------------------------------------------------------- | ---------------------- |  | ------------------------------------------------------------------------- | ---------- |
| Escuela Bolton (División Femenina)                                        | 99%                    |  | Escuela Bolton (División Femenina)                                        | 518,9      |
| Escuela Canon Slade                                                       | 98%                    |  | Escuela Bolton (División Masculina)                                       | 446,4      |
| Madrasatul Imam Muhammed Zakariya                                         | 59%                    |  | Escuela Canon Slade C de E                                                | 441,8      |
| Escuela de la Iglesia de Inglaterra de San Santiago y Colegio de Deportes | 59%                    |  | Colegio de Idiomas de Especialistas Pequeña Palanca                       | 416,2      |
| Instituto RC de San José y Colegio de Deportes (Horwich)                  | 58%                    |  | Instituto RC de San José y Colegio de Deportes (Horwich)                  | 404,6      |
| Colegio de Artes de Media Instituto Turton                                | 58%                    |  | Instituto                                                                 | 398,9      |
| Colegio Salesiano Thornleigh                                              | 49%                    |  | Colegio de Artes de Media Instituto Turton                                | 379,5      |
| Colegio de Negocios y Empresas Monte San José                             | 42%                    |  | Instituto Rivington y Blackrod                                            | 378,9      |
| Escuela Independiente de Lord                                             | 38%                    |  | Escuela de la Iglesia de Inglaterra de San Santiago y Colegio de Deportes | 378,5      |
| Instituto Rivington y Blackrod                                            | 37%                    |  | Colegio de Negocios y Empresas Monte San José                             | 375,6      |
| Colegio de Idiomas de Especialistas Pequeña Palanca                       | 35%                    |  | Escuela Verde Harper                                                      | 344,0      |
| Instituto Westhoughton                                                    | 35%                    |  | Colegio Salesiano Thornleigh                                              | 339,5      |
| Escuela Sharples                                                          | 31%                    |  | Escuela Smithills                                                         | 331,7      |
| Escuela Smithills                                                         | 31%                    |  | Escuela Withins                                                           | 319,9      |
| Escuela Verde Harper                                                      | 29%                    |  | Escuela Independiente de Lord                                             | 315,9      |
| Escuela Hayward                                                           | 28%                    |  | Madrasatul Imam Muhammed Zakariya                                         | 310,8      |
| Escuela Withins                                                           | 25%                    |  | Escuela George Tomlinson                                                  | 301,4      |
| Escuela George Tomlinson                                                  | 24%                    |  | Escuela Hayward                                                           | 287,8      |
| Instituto Ladybridge                                                      | 18%                    |  | Instituto Ladybridge                                                      | 284,7      |
| Al Jamiah Al Islamiyyah en el Convento del Monte San José                 | 14%                    |  | Escuela Sharples                                                          | 272,8      |
| Escuela Bolton (División Masculina)                                       | 13%                    |  | Al Jamiah Al Islamiyyah en el Convento del Monte San José                 | 177,8      |
| Media para el Municipio Metropolitano de Bolton                           | 40,1%                  |  | Media para el Municipio Metropolitano de Bolton                           | 353,4      |
| Media para Inglaterra                                                     | 46,7%                  |  | Media para Inglaterra                                                     | 378,1      |

- La tabla de la izquierda muestra el porcentaje de estudiantes que obtuvieron cinco grados de A* a C grades, incluyendo inglés y matemáticas, para escuelas de secundaria en el Municipio Metropolitano de Bolton.
- La tabla de la derecha muestra la Puntuación Total Media por Estudiante para escuelas de secundaria en el Municipio Metropolitano de Bolton.
- Las escuelas marcadas en amarillo se encuentran por encima de la media LEA; las que están en naranja se sitúan por debajo de la media.
- Otra escuela secundaria, Bolton Muslim Girls' School, funciona desde enero de 2007; no hay resultados disponibles.
- Cabe mencionar que muchos estudiantes en Bolton School (Boys) realizan exámenes GCSE antes de los 16 años y se excluyen de las estadísticas
- Fuente: Departamento pora Niños, Escuelas y Familias — http://www.dcsf.gov.uk/

## Distritos vecinos
| Noroeste: Municipio de Chorley             | Norte: Municipio de Blackburn with Darwen  | Norte: Municipio de Blackburn with Darwen | Noreste y este: Municipio Metropolitano de Bury |
| Noroeste: Municipio de Chorley             | Municipio Metropolitano de Bolton          |                                           | Noreste y este: Municipio Metropolitano de Bury |
| Suroeste: Municipio Metropolitano de Wigan | Suroeste: Municipio Metropolitano de Wigan | Sureste: Ciudad de Salford                | Sureste: Ciudad de Salford                      |